# Sinanoplomus sinensis
Sinanoplomus sinensis är en tvåvingeart som beskrevs av Zia 1955. Sinanoplomus sinensis ingår i släktet Sinanoplomus och familjen borrflugor. Inga underarter finns listade i Catalogue of Life.